# 295e division d'infanterie
La  295e division d'infanterie (en allemand : 295. Infanterie-Division ou 295. ID) est une des divisions d'infanterie de l'armée allemande (Wehrmacht) durant la Seconde Guerre mondiale.

## Historique
La 295e division d'infanterie est formée le 6 février 1940 dans le secteur de Magdebourg dans le Wehrkreis XI en tant qu'élément de la 8. Welle (8e vague de mobilisation).
Elle prend part aux opérations sur le Front de l'Ouest, avec la campagne de Belgique et de France et atteint le secteur d'Épernay et de Avallon.
Transférée sur le Front de l'Est en juin 1941 pour l'opération Barbarossa avec l'Heeresgruppe Sud.
En septembre 1942, au sein de la 6. Armee, elle participe à l'assaut contre Stalingrad où elle est notamment impliquée dans l'assaut contre le Kourgane Mamaïev où elle subit de lourdes pertes, elle atteint la « raquette de tennis » début octobre puis, exsangue, s'en tient à une posture défensive. Il est à noter que cette division d'assaut a été la première unité allemande à subir des pertes effroyables, d'où une posture de défense et cela pendant tout le reste de cette terrible bataille.
En novembre 1942, l'unité est encerclée dans la poche de Stalingrad par l'opération Uranus.
En janvier 1943, elle est anéantie à Stalingrad après la capitulation des forces allemandes du Maréchal Paulus le 31 janvier 1943.
Elle est reformée en 31 mars 1943 en Norvège et sert de forces d'occupations jusqu'à la fin de la guerre où elle est capturée par les forces britanniques.

## Organisation

### Commandants
| Date                               | Grade                  | Commandant        |
| ---------------------------------- | ---------------------- | ----------------- |
| 6 février 1940 - 8 décembre 1941   | Generalleutnant        | Herbert Geitner   |
| 8 décembre 1941 - 1er mai 1942     | Generalleutnant        | Karl Gümbel (en)  |
| 2 mai 1942 - 16 novembre 1942      | General der Artillerie | Rolf Wuthmann     |
| 16 novembre 1942 - 31 janvier 1943 | Generalmajor           | Dr. Otto Korfes   |
| 1er avril 1943 - 27 juillet 1944   | Generalleutnant        | Rudolf Dinter     |
| 27 juillet 1944 - 26 janvier 1945  | Generalleutnant        | Karl-Ludwig Rhein |
| 26 janvier 1945 - 8 mai 1945       | Generalleutnant        | Siegfried Macholz |

### Officiers d'opérations (Generalstabsoffiziere (Ia))
| Date                             | Grade               | Commandant             |
| -------------------------------- | ------------------- | ---------------------- |
| 8 février 1940 - 10 juillet 1940 | Oberstleutnant i.G. | Hans-Georg Schaewen    |
| 10 juillet 1940 - Avril 1941     | Oberstleutnant i.G. | Horst von Zitewitz     |
| Avril 1941 - Novembre 1941       | Oberstleutnant i.G. | Helmuth Groscurth (en) |
| 25 novembre 1941 - 1er mai 1942  | Major i.G.          | Franz Engerisser       |
| ? - 31 janvier 1943              | Oberstleutnant i.G. | Gerhard Dissel         |
| Avril 1943 - 25 février 1945     | Oberst i.G.         | Karl Zipper            |
| 25 février 1945 - ? 1945         | Major i.G.          | Ernst-Günther Steuer   |

## Théâtres d'opérations
- Allemagne : Février 1940 - Mai 1940
- Belgique et France : Mai 1940 - Juin 1941
  - campagne de France
- Front de l'Est, secteur Sud : Juin 1941 - Octobre 1942
  - 1941 : Opération Barbarossa
- Stalingrad : Octobre 1942 - Janvier 1943
  - bataille de Stalingrad
- Norvège : Mars 1943 - Mai 1945

## Ordres de bataille
1940
- Infanterie-Regiment 516
- Infanterie-Regiment 517
- Infanterie-Regiment 518
- Artillerie-Regiment 295
- Panzerjäger-Abteilung 295
- Pionier-Bataillon 295
- Infanterie-Divisions-Nachrichten-Abteilung 295
- Infanterie-Divisions-Nachschubführer 295

1944
- Grenadier-Regiment 516
- Grenadier-Regiment 517
- Artillerie-Regiment 295
- Pionier-Bataillon 295
- Panzerjäger-Bataillon 295
- Infanterie-Divisions-Nachrichten-Abteilung 295
- Kommandeur der Infanterie-Divisions-Nachschubtruppen 295

## Décorations
Certains membres de cette division se sont fait décorer pour faits d'armes :
- Agrafe de la liste d'honneur
  - 9
- Croix allemande
  - en Or : 49
- Croix de chevalier de la Croix de fer
  - 14